# Darko Čurlinov
Darko Čurlinov (mazedonisch Дарко Чурлинов, auch bekannt unter der Schreibweise Darko Churlinov; * 11. Juli 2000 in Skopje) ist ein nordmazedonischer Fußballspieler. Der Offensivspieler steht beim englischen FC Burnley unter Vertrag und ist Nationalspieler seines Landes.

## Karriere

### Verein
Čurlinov spielte in seiner Kindheit bei diversen Vereinen aus der mazedonischen Hauptstadt Skopje. Als Teenager wurde er von Scouts von Hansa Rostock entdeckt. Dieser verpflichtete das Talent im Jahr 2014 für ihre Jugendabteilung, da es anfangs Probleme mit der Spielberechtigung gab, trainierte der Jugendliche beim Rostocker Vorstadtclub LSG Elmenhorst mit. Nach einer Zwischenstation beim 1. FC Magdeburg schloss sich der Offensivspieler 2016 dem Jugendinternat des 1. FC Köln an. In der Saison 2018/19 wurde der Flügelspieler mit 18 Toren Torschützenkönig in der Weststaffel der A-Junioren-Bundesliga. Zudem kam er einmal in der zweiten Mannschaft in der viertklassigen Regionalliga West zum Einsatz.
Die Vorbereitung auf die Saison 2019/20 absolvierte Čurlinov unter Achim Beierlorzer mit dem Profikader. Daneben stand er auch im Kader der zweiten Mannschaft. Am 1. Spieltag debütierte der Nordmazedonier in der Bundesliga, als er bei der 1:2-Niederlage gegen den VfL Wolfsburg im Laufe der zweiten Halbzeit eingewechselt wurde.
Am 8. Januar 2020 wechselte Čurlinov nach keinem weiteren Bundesliga- sowie neun Regionalligaeinsätzen (sechs Tore, zwei Vorlagen) zum VfB Stuttgart und unterzeichnete bei den Schwaben einen bis Ende Juni 2024 datierten Vertrag. Am Ende seiner ersten Saison in Stuttgart erreichte er mit dem VfB den direkten Wiederaufstieg in die Bundesliga. Nach einer weiteren Spielzeit bei den Schwaben wechselte er Mitte August 2021 auf Leihbasis bis zum Ende der Saison 2021/22 zum Zweitligisten FC Schalke 04. Mit den Schalkern erreichte Čurlinov am Ende der Saison ebenfalls den Aufstieg in die Bundesliga.
Zur Saison 2022/23 kehrte er zunächst zum VfB Stuttgart zurück, wechselte jedoch kurz nach Saisonbeginn im August 2022 zum englischen Zweitligisten FC Burnley. Im Januar 2024 wurde er erneut an den FC Schalke 04 verliehen. Bis zum Saisonende absolvierte er dort 10 Zweitligaspiele und erzielte dabei einen Treffer bei der 1:4-Niederlage gegen den 1. FC Kaiserslautern. Im August 2024 folgte eine weitere Ausleihe für ein Jahr zum polnischen Erstligisten und amtierenden Meister Jagiellonia Białystok, mit welchem er im April 2025 den polnischen Supercup gewann.

### Nationalmannschaft
Čurlinov wurde im März 2017 überraschend für das Freundschaftsspiel der mazedonischen A-Nationalmannschaft gegen Belarus nominiert (seit Februar 2019 Nordmazedonien). Beim 1:0-Erfolg in seiner Geburtsstadt Skopje wurde er kurz vor Schluss für Ezgjan Alioski eingewechselt. Damit avancierte der damals 16-Jährige zum jüngsten Spieler, der jemals für die mazedonische Nationalmannschaft auflief. Des Weiteren verzeichnete Čurlinov diverse Länderspieleinsätze in sämtlichen Altersklassen für den mazedonischen bzw. nordmazedonischen Fußballverband. Am 4. Juni 2021 erzielte er beim 4:0-Sieg über Kasachstan sein erstes Länderspieltor. Für die EM 2021 wurde er in den nordmazedonischen Kader nominiert, kam aber mit diesem nicht über die Gruppenphase hinaus.

## Erfolge
- Polnischer Supercup-Sieger: 2024 (ausgetragen 2025)
- Meister der 2. Bundesliga: 2022
- Aufstieg in die Bundesliga: 2020, 2022
- Torschützenkönig der A-Junioren-Bundesliga West: 2019